# Cordioniscus andreevi
Cordioniscus andreevi is een pissebed uit de familie Styloniscidae. De wetenschappelijke naam van de soort is voor het eerst geldig gepubliceerd in 1998 door Schmalfuss & Erhard.